# Otto Müller Verlag

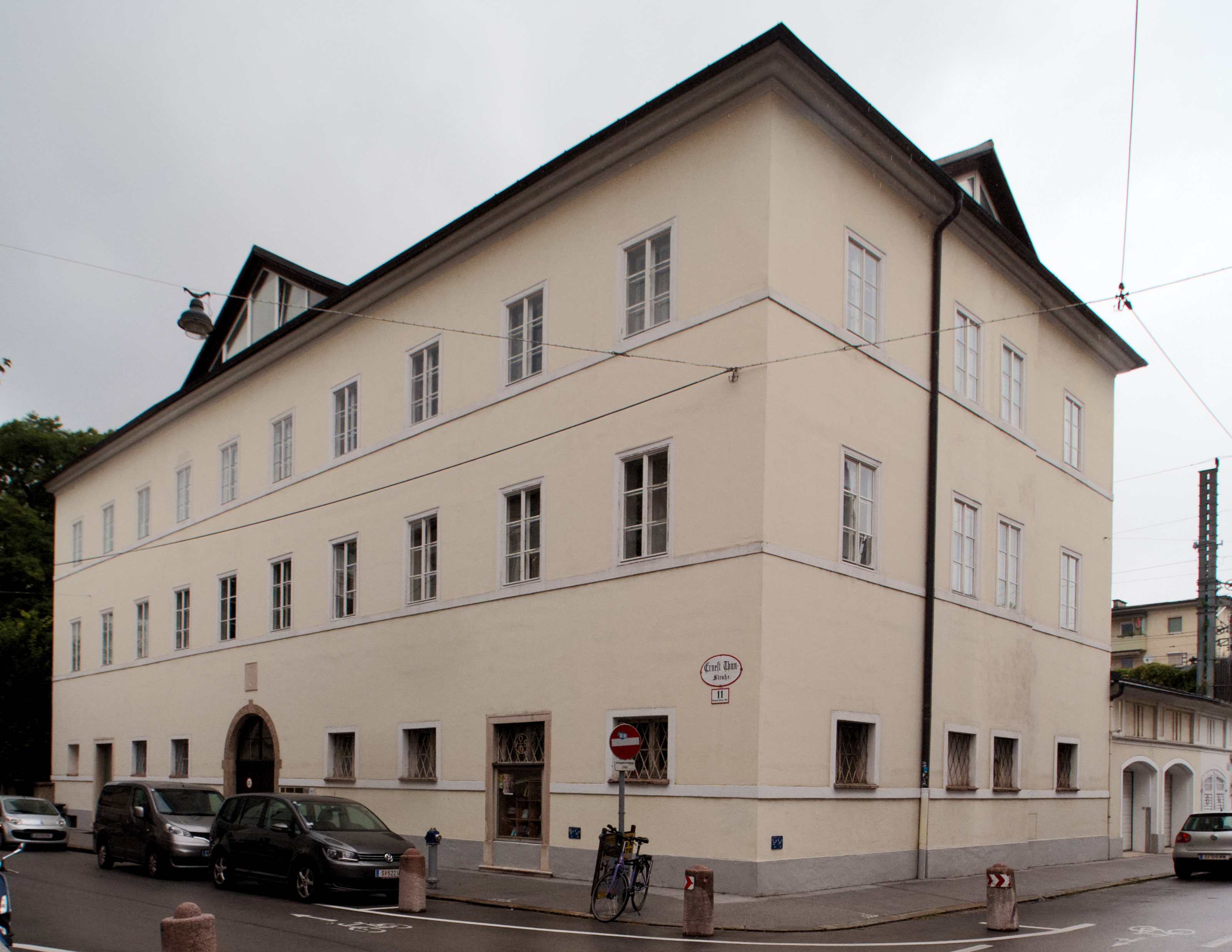
Sitz des Otto Müller Verlags

Der Otto Müller Verlag ist ein Verlag für Literatur und Literaturwissenschaft in Salzburg. 
Gegründet wurde der Verlag in Salzburg im Jahre 1937 von Otto Müller. "Ein Verleger, den die Nationalsozialisten verfolgt hatten, bei dem aber bald nach dem Krieg wieder Autoren aus dem nationalen Lager erscheinen konnten – ein prononciert katholischer Verlag, in dem ausgerechnet die ersten Werke Thomas Bernhards erschienen – ein Verlag, der tiefschürfende theologische Exegesen genauso anbot wie einige der bekanntesten Bestseller nach 1945 – das sind einige der vielen Facetten, in denen sich die Geschichte des Otto Müller Verlags präsentiert."
Als Otto Müller 1938 mit Berufsverbot belegt wurde und gezwungen werden sollte, seinen Verlag für ein Zehntel des Wertes an einen nationalsozialistischen Funktionär zu verkaufen, übernahm der deutsche Verleger Lambert Schneider den Otto Müller Verlag pro forma auf Grundlage des tatsächlichen Wertes.
Otto Müller formte das Verlagsprogramm um die Schwerpunkte der schönen Literatur und der Vermittlung literaturwissenschaftlichen Wissens. Als Vertreterin des theologischen Bereichs sei hier beispielhaft Hildegard von Bingen erwähnt, deren Gesamtausgabe im Otto Müller Verlag von Peter Riethe herausgegeben wird. Andere bekannte Autoren waren etwa Georg Trakl, Christine Lavant, Christine Busta, Thomas Bernhard (erste Publikationen), H.C. Artmann und Karl Heinrich Waggerl. Neben Klassikern publiziert der Verlag kontinuierlich auch Literatur zeitgenössischer, vornehmlich österreichischer Autoren. Die erfolgreichste Veröffentlichung des Verlages ist Don Camillo und Peppone von Giovanni Guareschi, von dem von 1950 bis 1967 in verschiedenen Auflagen 1,3 Millionen Exemplare verkauft wurden.
1956 verstarb Otto Müller überraschend, der Verlag blieb im Familienbesitz. Von 1986 bis 2023 leitete ihn Arno Kleibel, ein Enkel Otto Müllers, der weiterhin als Geschäftsführer tätig ist. Unter seiner Leitung etablierte sich u. a. die Reihe „Edition Fotohof im Otto Müller Verlag“, eine Plattform für die künstlerische Fotografie, herausgegeben von Kurt Kaindl. Weitere Reihen im Otto Müller Verlag sind die Jiddische Bibliothek (Hg. von Armin Eidherr) und die Studien zu Georg Trakl. Seit Frühjahr 2023 ist Nadine Hötzendorfer-Fejzuli Verlagsleiterin.
Seit 1966 erscheint im Otto Müller Verlag die Literaturzeitschrift Literatur und Kritik (von 1991 bis 2022 herausgegeben von Karl-Markus Gauß).